# Lactarius clelandii
Lactarius clelandii é um fungo que pertence ao gênero de cogumelos Lactarius na ordem Russulales. Encontrado na Austrália, foi descrito cientificamente por Grgurinovic em 1997.